# Мадхупур (подокруг)
Мадхупур (бенг. মধুপুর, англ. Madhupur) — подокруг в центральной части Бангладеш. Входит в состав округа Тангайл. Образован в 1898 году. Административный центр — город Мадхупур. Площадь подокруга — 500,7 км². По данным переписи 1991 года численность населения подокруга составляла 375 295 человек. Плотность населения равнялась 750 чел. на 1 км². Уровень грамотности населения составлял 25,3 %. Религиозный состав: мусульмане — 89 %, индуисты — 7 %, христиане — 4 %, прочие — 0,31 %.